# Testrablók (film)
A Testrablók vagy Testrablók: Az invázió folytatódik (eredeti cím: Body Snatchers) 1993-ban bemutatott amerikai sci-fi-horrorfilm Abel Ferrara rendezésében. 
A forgatókönyvet Raymond Cistheri és Larry Cohen ötlete alapján Stuart Gordon, Dennis Paoli és Nicholas St. John írta. A történet alapjául Jack Finney The Body Snatchers című 1955-ös regénye szolgált, melyet több alkalommal feldolgoztak a mozivásznon. A főbb szerepekben Gabrielle Anwar, Billy Wirth, Terry Kinney, Meg Tilly, Christine Elise, R. Lee Ermey és Forest Whitaker látható.
Világpremierje az 1993-as cannes-i filmfesztiválon volt, 1993. május 15-én. 1994. január 14-től korlátozott számú moziban is bemutatták. Összességében pozitív kritikákat kapott.

## Cselekmény
A film földönkívüli lényekről szól, melyek alvó emberek bőrébe költöznek be. Carol Malone kamasz lányát, Martit is megszállja egy idegen lény.

## Szereplők
| Szerep         | Színész           | Magyar hang    |
| -------------- | ----------------- | -------------- |
| Marti Malone   | Gabrielle Anwar   | Somlai Edina   |
| Steve Malone   | Terry Kinney      | Balázsi Gyula  |
| Tim Young      | Billy Wirth       | Bor Zoltán     |
| Jenn Platt     | Christine Elise   | Dudás Eszter   |
| Platt tábornok | R. Lee Ermey      | Barbinek Péter |
| Pete           | G. Elvis Phillips | Mikula Sándor  |
| Andy Malone    | Reilly Murphy     | Koffler Gizi   |
| Mrs. Platt     | Kathleen Doyle    | Bessenyei Emma |
| Collins őrnagy | Forest Whitaker   | Hankó Attila   |
| Carol Malone   | Meg Tilly         | Csere Ágnes    |

## Kapcsolódó művek
A film az 1956-os A testrablók támadása második feldolgozása. Az első 1978-ban jelent meg azonos címen, ezt követte Ferrara 1993-as filmje. 2007-ben újra feldolgozták a történetet, ezúttal Invázió címmel.

## Fordítás
- Ez a szócikk részben vagy egészben  a   Body Snatchers (1993 film) című angol Wikipédia-szócikk ezen változatának fordításán alapul.  Az eredeti cikk szerkesztőit annak laptörténete sorolja fel. Ez a jelzés csupán a megfogalmazás eredetét és a szerzői jogokat jelzi, nem szolgál a cikkben szereplő információk forrásmegjelöléseként.